# 東埃格頓山
東埃格頓山（英語：East Egerton）是南極洲的山峰，位於奧次地，屬於邱吉爾山脈的一部分，海拔高度2,815米，由新西蘭探險隊繪入地圖，現時由南極條約體系管理。